# Chauvet-Pont d’Arc
Chauvet-Pont-d'Arc je špilja s paleolitskim zidnim slikama u francuskom departmanu Ardèche. Nalazi se na vapnenačkoj visoravni rijeke Ardeche, a nazvana po jednom od tri speleologa, Jaen-Marie Chauvetu koji su u njoj 18. prosinca 1994. godine otkrili raskošne špiljske slike. Osim toga, u špilji su pronašli i fosilizirane ostatke mnogih životinja (npr. alpski kozorog), uključujući i mnoge izumrle (npr. spiljski medvjed), oni su također u tlu pronašli i tragove tih životinja, kao i ljudske otiske prstiju. Špilja Chauvet je odmah prepoznata kao jedno od najznačajnijih prapovijesnih nalazišta, a kako su njezine slikarije najstariji i najbolje sačuvani figurativni crteži na svijetu, koji datiraju sve do orinjaškog doba (30.000 do 32.000 pr. Kr.), ona je upisana na UNESCO-ov popis mjesta svjetske baštine u Europi kao jedinstveno svjedočanstvo paleolitičke umjetnosti.
Na stijenama i stropovima špilje nalaze se dobro sačuvani naturalistički likovi životinja (konji, jeleni, bikovi, krave, medvjedi, bizoni i dr.) simbolično-magičnog značenja, koji predstavljaju najvrjednija ostvarenja paleolitske umjetnosti.  

## Osobitosti
Špilja je zatvorena padom stijene otprilike 20.000 godina pr. Kr. i ostao blokiran sve do njezina otkrića 1994. god., što ju je zadržalo u savršenom stanju. Više od 1.000 slika je do sada evidentirano na zidovima, u kojima su kombinirani razni antropomorfni i životinjski motivi. Oni su izuzetne estetske kvalitete i pokazuju niz tehnika, uključujući i vještu uporabu boje, kombinacije boja i graviranja, anatomske preciznosti, trodimenzionalnosti i pokreta. Od stotine životinjskih likova koje su zabilježene prikazano je najmanje 13 različitih vrsta, uključujući i one koje se rijetko ili nikada ne mogu naći na drugim prapovijesnim nalazištima. Osim poznatih prikazanih životinja koje se nalaze u drugim mjestima, kao što su konji, jeleni i bizoni, špilja Chauvetove zidove oslikane su životinjama kao što su lavovi, pantere, medvjedi, sove, nosorozi i hijene. Prikazano je više opasnih životinjskih vrsta koje je bilo teško promatrati u to doba, poput mamuta, špiljskog medvjeda, divlje mačke, nosoroga, bizona i divljeg bika, kao i 4.000 popisanih ostataka prapovijesne faune i raznih ljudskih otisaka. Replika špilje je izgrađena te se otovorila u travnju 2015. god.
Tipičan je za paleolitičku umjetnost izostanak slika ljudske figure, ali moguće je kako je naslikana djelomična slika "Venere" na kojoj su prikazane noge i genitalije žene. Također je moguća prisutnost lika Kimere s donjim dijelom tijela žene i gornjim dijelom tijela bizona. Postoji nekoliko i nekoliko otisaka crvenog okera pritiskom dlana na površini zida. Tu su i dvije teško prepoznatljivi likovi u obliku mutne slike leptira.
Slikari su prikazali te životinje koristeći tehniku koja se obično ne vidi u drugim špiljskim prikazima. U slučaju većeg broja slika, čini se da su naslikane na površini zida koji je očišćen od prljavštine, a time i svjetliji. Plastičnost je postignuta tako što su udaljenije životinje u stadu nacrtane mekim potezima uz uporabu čak i sjenčanja. Sve to predstavlja puno sofisticiranije umjetničko dostignuće naspram sličnih motiva koji su otprije poznati.